# Гигантска кафявозъбка
Гигантска кафявозъбка (Sorex pacificus) е вид бозайник от семейство Земеровкови (Soricidae).

## Разпространение и местообитание
Разпространен е в САЩ.